# Una donna di cui si parla
Una donna di cui si parla (噂の女) è un film del 1954 diretto da Kenji Mizoguchi.

## Trama
La vedova Hatsuko, tenutaria di una okiya (casa delle geishe) di Kyōto, riporta a casa da Tokyo, dove stava svolgendo i propri studi, la figlia Yukiko, reduce da un tentato suicidio per amore: il fidanzato, infatti, l’aveva lasciata non appena era venuto a sapere della professione della madre.
Hatsuko è innamorata del dottor Matoba, assai più giovane di lei, ed ha in mente, un giorno, di sposarlo: a tal fine è alla ricerca, a proprie spese, di una casa, una sezione della quale il dottore potrebbe trasformare in clinica privata.
Yukiko non si trova assolutamente a suo agio nella okiya della madre; inizialmente trova comprensione solo in Matoba, ma  gradualmente familiarizza con le lavoranti, comprendendo la necessità che le ha spinte ad intraprendere quell’attività. Particolarmente importante risulta essere per Yukiko la malattia di una delle geishe, che supportava col suo lavoro la propria famiglia, e dopo la morte della quale la sorella Chiyoko chiede invano di essere ammessa nella casa.
Dopo aver assistito ad una rappresentazione teatrale di un Kyōgen nel quale veniva deriso l’amore di una vecchia per un uomo più giovane, Hatsuko ode la figlia e Matoba fare piani per ritornare a Tokyo per specializzarsi nei propri rispettivi campi di studio. Più avanti Hatsuko sorprende Yukiko in atteggiamenti intimi col giovane dottore. Ne nasce un confronto solo durante il quale la figlia apprende dei trascorsi della madre con Matoba: Yukiko allora accusa il dottore di aver offeso i sentimenti di Hatsuko, e lo induce ad andarsene per sempre. Quando Matoba se ne va, Hutsiko ha un malore.
Con la madre inferma, Yukiko assume con palese efficienza la direzione dell’okiya. Chiyoko torna a chiedere un lavoro: una delle geishe, che si augurava che il proprio mestiere, in futuro, non avrebbe più avuto ragione di essere, constata invece che le richieste di ammissioni continuano.